# Col de Châtillon
Pour les articles homonymes, voir Châtillon.
Le col de Châtillon ou col de Châtillon-sur-Cluses est un col de France situé en Haute-Savoie, non loin de la ville de Cluses. Le bourg de la commune de Châtillon-sur-Cluses est implanté au col. Franchi par la route départementale 902, il permet de faire communiquer les vallées de l'Arve et du Giffre et plus précisément la ville de Cluses avec celle de Taninges.

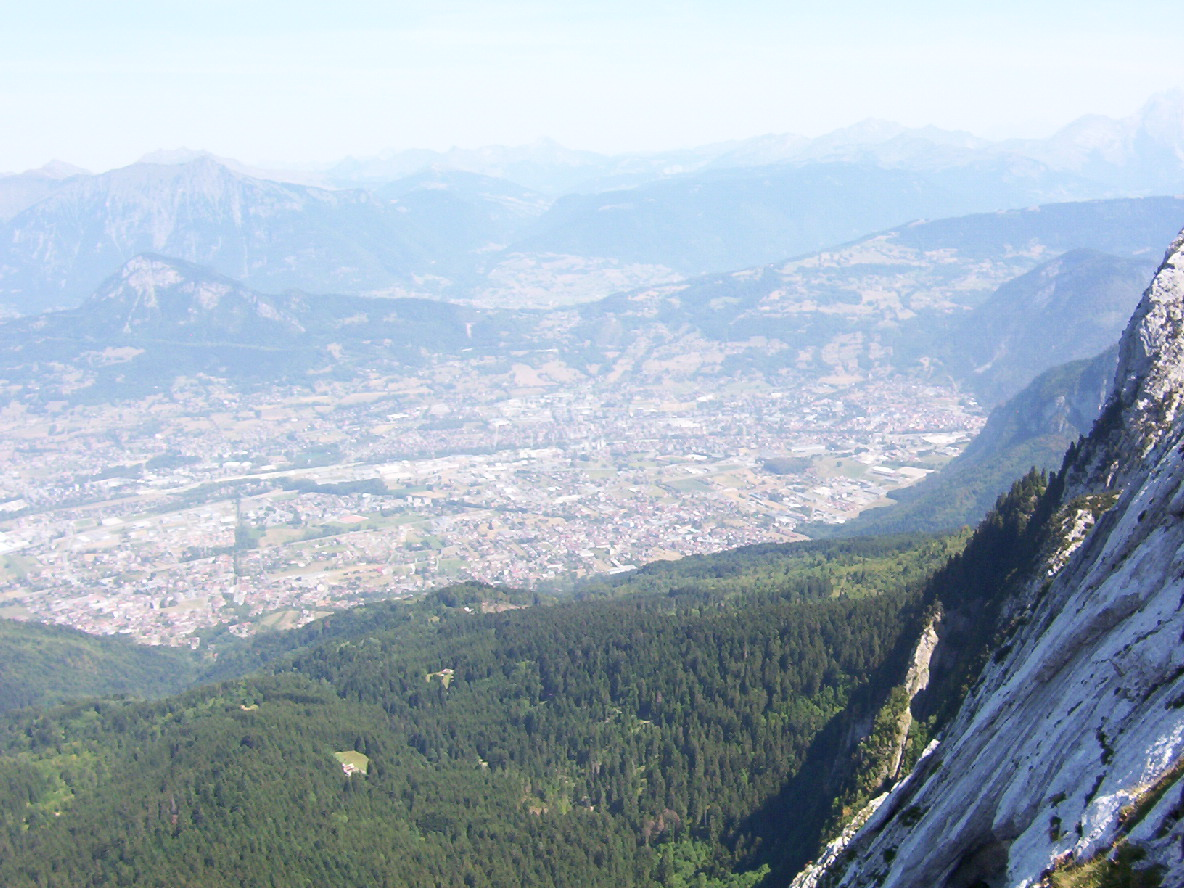
Vue de Cluses depuis la chaîne du Bargy au sud avec le col de Châtillon au-dessus de la vallée de l'Arve, entre le mont Orchez à gauche et le massif du Giffre à droite ; en arrière-plan, le massif du Chablais.